# Dennstaedtia ampla
Dennstaedtia ampla là một loài dương xỉ trong họ Dennstaedtiaceae. Loài này được Bedd. mô tả khoa học đầu tiên năm 1893.
Danh pháp khoa học của loài này chưa được làm sáng tỏ. 